# بين إتش. لويس
بين إتش. لويس هو رسام رسوم متحركة وسياسي أمريكي، ولد في 22 نوفمبر 1902 في ريفرسايد في الولايات المتحدة، وتوفي بنفس المكان في 20 يونيو 1985.